# Gustaf Berencreutz
Arvid Gustaf Berencreutz, född den 2 oktober 1854 i Kolbäcks socken, Västmanlands län, död den 22 januari 1941 i Stockholm, var en svensk jurist och ämbetsman. Han var bror till Adolf Berencreutz.
Berencreutz blev student vid Uppsala universitet 1875 och avlade hovrättsexamen där 1880. Han blev vice häradshövding 1882, var vice auditör vid Svea livgarde 1885–1893, tillförordnad krigsfiskal i krigshovrätten 1886–1902 och krigshovrättsråd 1902–1922. Berencreutz var ledamot i direktionen över Allmänna änke- och pupillkassan i Sverige 1908–1926. Han invaldes som ledamot av Krigsvetenskapsakademien 1926. Berencreutz blev riddare av Vasaorden 1892 och av Nordstjärneorden 1901 samt kommendör av andra klassen av sistnämnda orden 1914. Han vilar i sin hustrus familjegrav på Norra begravningsplatsen utanför Stockholm.